# Klubowe Mistrzostwa Krajów Nordyckich w piłce siatkowej mężczyzn (2016/2017)
Klubowe Mistrzostwa Krajów Nordyckich w piłce siatkowej mężczyzn 2016/2017 – 10. sezon rozgrywek o klubowe mistrzostwo krajów nordyckich organizowanych przez North European Volleyball Zonal Association (NEVZA). Zainaugurowane zostały 18 listopada 2016 roku i trwały do 29 stycznia 2017 roku.
Rozgrywki składały się z fazy grupowej oraz turnieju finałowego, w ramach którego rozegrano mecze o rozstawienie w półfinale, półfinały, mecz o 3. miejsce i finał.
Turniej finałowy odbył się w dniach 27-29 stycznia 2017 roku w Falkhallen w Falkenbergu.

## Drużyny uczestniczące
| VolleyLigaen | VolleyLigaen |
| --- | ------------ |
| Marienlyst Odense | 2            |
| Gentofte Volley | 3            |
| Hvidovre VK | 7            |
| Middelfart VK | 10           |
| Ishøj Volley | —            |
| Mizunodeild |              |
| HK | 11           |
| Mizunoligaen |              |
| TIF Viking Bergen | 1            |
| NTNUI | 5            |
| BK Tromsø | 8            |
| Førde VBK | —            |
| Elitserien |              |
| Falkenbergs VBK | 4            |
| Oznaczenia: - kolumna druga – miejsce zajęte przez daną drużynę w poprzednim sezonie Klubowych Mistrzostw Krajów Nordyckich. |              |

## Faza grupowa

### Grupa A –Hvidovre
Tabela
| Lp. | Drużyna     | Mecze | Mecze   | Mecze   | Pkt | Sety | Sety | Sety  | Małe punkty | Małe punkty | Małe punkty |
| Lp. | Drużyna     | M     | W (3:2) | P (2:3) | Pkt | wyg. | prz. | ratio | zdob.       | str.        | ratio       |
| --- | ----------- | ----- | ------- | ------- | --- | ---- | ---- | ----- | ----------- | ----------- | ----------- |
| 1   | BK Tromsø   | 2     | 2 (0)   | 0 (0)   | 6   | 6    | 1    | 6.000 | 170         | 130         | 1.308       |
| 2   | Hvidovre VK | 2     | 1 (0)   | 1 (0)   | 3   | 4    | 3    | 1.333 | 159         | 141         | 1.128       |
| 3   | HK          | 2     | 0 (0)   | 2 (0)   | 0   | 0    | 6    | 0.000 | 121         | 150         | 0.807       |

Źródło: volleyball.dk
Punktacja: 3:0 i 3:1 – 3 pkt; 3:2 – 2 pkt; 2:3 – 1 pkt; 1:3 i 0:3 – 0 pkt
Zasady ustalania kolejności: 1. liczba zwycięstw; 2. liczba punktów; 3. stosunek setów; 4. stosunek małych punktów; 5. bilans w bezpośrednich meczach
Wyniki spotkań
| Data       | Drużyna 1   | Wynik | Drużyna 2   | Set 1 | Set 2 | Set 3 | Set 4 | Set 5 |
| ---------- | ----------- | ----- | ----------- | ----- | ----- | ----- | ----- | ----- |
| 18.11.2016 | Hvidovre VK | 3:0   | HK          | 25:19 | 25:11 | 25:16 |       |       |
| 19.11.2016 | BK Tromsø   | 3:0   | HK          | 25:19 | 25:11 | 25:16 |       |       |
| 20.11.2016 | BK Tromsø   | 3:1   | Hvidovre VK | 25:23 | 20:25 | 25:22 | 25:14 |       |

### Grupa B –Bergen
Tabela
| Lp. | Drużyna           | Mecze | Mecze   | Mecze   | Pkt | Sety | Sety | Sety  | Małe punkty | Małe punkty | Małe punkty |
| Lp. | Drużyna           | M     | W (3:2) | P (2:3) | Pkt | wyg. | prz. | ratio | zdob.       | str.        | ratio       |
| --- | ----------------- | ----- | ------- | ------- | --- | ---- | ---- | ----- | ----------- | ----------- | ----------- |
| 1   | TIF Viking Bergen | 2     | 2 (0)   | 0 (0)   | 6   | 6    | 2    | 3.000 | 190         | 154         | 1.234       |
| 2   | Førde VBK         | 2     | 1 (0)   | 1 (0)   | 3   | 4    | 4    | 1.000 | 174         | 174         | 1.000       |
| 3   | Ishøj Volley      | 2     | 0 (0)   | 2 (0)   | 0   | 2    | 6    | 0.333 | 159         | 195         | 0.815       |

Źródło: volleyball.dk
Punktacja: 3:0 i 3:1 – 3 pkt; 3:2 – 2 pkt; 2:3 – 1 pkt; 1:3 i 0:3 – 0 pkt
Zasady ustalania kolejności: 1. liczba zwycięstw; 2. liczba punktów; 3. stosunek setów; 4. stosunek małych punktów; 5. bilans w bezpośrednich meczach
Wyniki spotkań
| Data       | Drużyna 1    | Wynik | Drużyna 2         | Set 1 | Set 2 | Set 3 | Set 4 | Set 5 |
| ---------- | ------------ | ----- | ----------------- | ----- | ----- | ----- | ----- | ----- |
| 18.11.2016 | Ishøj Volley | 1:3   | TIF Viking Bergen | 25:22 | 14:25 | 17:25 | 22:25 |       |
| 19.11.2016 | Førde VBK    | 3:1   | Ishøj Volley      | 23:25 | 25:13 | 25:21 | 25:22 |       |
| 20.11.2016 | Førde VBK    | 1:3   | TIF Viking Bergen | 19:25 | 18:25 | 25:18 | 14:25 |       |

### Grupa C –Odense
Tabela
| Lp. | Drużyna           | Mecze | Mecze   | Mecze   | Pkt | Sety | Sety | Sety  | Małe punkty | Małe punkty | Małe punkty |
| Lp. | Drużyna           | M     | W (3:2) | P (2:3) | Pkt | wyg. | prz. | ratio | zdob.       | str.        | ratio       |
| --- | ----------------- | ----- | ------- | ------- | --- | ---- | ---- | ----- | ----------- | ----------- | ----------- |
| 1   | Falkenbergs VBK   | 3     | 3 (0)   | 0 (0)   | 9   | 9    | 1    | 9.000 | 253         | 212         | 1.193       |
| 2   | Marienlyst Odense | 3     | 2 (0)   | 1 (0)   | 6   | 7    | 3    | 2.333 | 240         | 212         | 1.132       |
| 3   | Middelfart VK     | 3     | 1 (1)   | 2 (0)   | 2   | 3    | 8    | 0.375 | 228         | 268         | 0.851       |
| 4   | NTNUI             | 3     | 0 (0)   | 3 (1)   | 1   | 2    | 9    | 0.222 | 237         | 266         | 0.891       |

Źródło: volleyball.dk
Punktacja: 3:0 i 3:1 – 3 pkt; 3:2 – 2 pkt; 2:3 – 1 pkt; 1:3 i 0:3 – 0 pkt
Zasady ustalania kolejności: 1. liczba zwycięstw; 2. liczba punktów; 3. stosunek setów; 4. stosunek małych punktów; 5. bilans w bezpośrednich meczach
Wyniki spotkań
| Data       | Drużyna 1         | Wynik | Drużyna 2         | Set 1 | Set 2 | Set 3 | Set 4 | Set 5 |
| ---------- | ----------------- | ----- | ----------------- | ----- | ----- | ----- | ----- | ----- |
| 18.11.2016 | Marienlyst Odense | 3:0   | Middelfart VK     | 25:20 | 25:19 | 25:13 |       |       |
| 18.11.2016 | Falkenbergs VBK   | 3:0   | NTNUI             | 25:20 | 25:17 | 26:24 |       |       |
| 19.11.2016 | Marienlyst Odense | 3:0   | NTNUI             | 25:22 | 25:18 | 25:19 |       |       |
| 19.11.2016 | Falkenbergs VBK   | 3:0   | Middelfart VK     | 25:20 | 26:24 | 25:17 |       |       |
| 20.11.2016 | NTNUI             | 2:3   | Middelfart VK     | 25:20 | 29:31 | 22:25 | 25:21 | 16:18 |
| 20.11.2016 | Falkenbergs VBK   | 3:1   | Marienlyst Odense | 22:25 | 25:20 | 29:27 | 25:18 |       |

## Turniej finałowy

### Mecze o rozstawienie
| Data       | Drużyna 1       | Wynik | Drużyna 2         | Set 1 | Set 2 | Set 3 | Set 4 | Set 5 |
| ---------- | --------------- | ----- | ----------------- | ----- | ----- | ----- | ----- | ----- |
| 27.01.2017 | Gentofte Volley | 3:1   | TIF Viking Bergen | 25:22 | 21:25 | 25:19 | 25:23 |       |
| 27.01.2017 | Falkenbergs VBK | 3:0   | BK Tromsø         | 25:14 | 25:23 | 25:20 |       |       |

### Półfinały
| Data       | Drużyna 1       | Wynik | Drużyna 2         | Set 1 | Set 2 | Set 3 | Set 4 | Set 5 |
| ---------- | --------------- | ----- | ----------------- | ----- | ----- | ----- | ----- | ----- |
| 28.01.2017 | Gentofte Volley | 3:0   | BK Tromsø         | 25:16 | 25:18 | 25:14 |       |       |
| 28.01.2017 | Falkenbergs VBK | 3:1   | TIF Viking Bergen | 25:17 | 17:25 | 27:25 | 25:22 |       |

### Mecz o 3. miejsce
| Data       | Drużyna 1 | Wynik | Drużyna 2         | Set 1 | Set 2 | Set 3 | Set 4 | Set 5 |
| ---------- | --------- | ----- | ----------------- | ----- | ----- | ----- | ----- | ----- |
| 29.01.2017 | BK Tromsø | 3:2   | TIF Viking Bergen | 25:23 | 25:19 | 22:25 | 12:25 | 15:7  |

### Finał
| Data       | Drużyna 1       | Wynik | Drużyna 2       | Set 1 | Set 2 | Set 3 | Set 4 | Set 5 |
| ---------- | --------------- | ----- | --------------- | ----- | ----- | ----- | ----- | ----- |
| 29.01.2017 | Gentofte Volley | 1:3   | Falkenbergs VBK | 25:22 | 18:25 | 22:25 | 26:28 |       |

## Klasyfikacja końcowa
| Miejsce | Drużyna           |
| ------- | ----------------- |
| 1       | Falkenbergs VBK   |
| 2       | Gentofte Volley   |
| 3       | BK Tromsø         |
| 4       | TIF Viking Bergen |
| 5       | Hvidovre VK       |
| 6       | Marienlyst Odense |
| 7       | Førde VBK         |
| 8       | Ishøj Volley      |
| 9       | HK                |
| 10      | Middelfart VK     |
| 11      | NTNUI             |